# Faro
För andra betydelser, se Faro (olika betydelser).
Faro (portugisiska: [ˈfaɾu]
 ( lyssna)) är den största staden i provinsen Algarve i södra Portugal.
Staden har 57 679 invånare (2004). Den har ett universitet (Algarves universitet), en internationell flygplats (Faros flygplats), en hamn, en marina, en järnvägsstation och fullständiga interregionala busslinjer.
Kommunen har 65 019 invånare (2020) och en yta på 202,00 km².
Den ingår i distriktet Faro och är också en del av regionen Algarve samt av "Algarves kommunalförbund" (Comunidade Intermunicipal do Algarve; ”AMAL”). 
Den består av fyra freguesias:

- Conceição e Estoi
- Faro (Sé e São Pedro)
- Montenegro
- Santa Bárbara de Nexe

Faro är platsen för Ria Formosalagunen, ett naturreservat på över 170 kvadratkilometer och rastplats för hundratals olika fågelarter under våren och höstens flyttider. Stranden ligger omkring sju kilometer från staden.
Även om de flesta tror att Algarve är ett soligt område året om, har den fyra väldefinierade säsonger med olika temperaturer och nederbörd. Regionen är oftast den varmaste på det portugisiska fastlandet. Den lägsta temperaturen på vintern är inte under 0 °C, och de varmaste dagarna under sommaren kan mäta upp till 40 °C. Det varma klimatet, stränderna och solen, gör Faros distrikt till en populär turistplats. Omkring 5 miljoner om året, inkluderat inrikesturister från Portugal och andra europeiska länder, som Storbritannien, Irland, Skandinavien, Nederländerna och Tyskland, flög till Algarve mellan maj och september.
I Faro finner man kyrkan Igreja do Carmo som byggdes på 1700-talet i barockstil. Vid en jordbävning 1755 skadades kyrkan svårt för att sedan bli återuppbyggd under 1800-talet.

## Ortnamnet
Stadens namn på 400-talet f.Kr – under den fenikiska tiden – var Ossonoba. Senare på 700-talet e.Kr.– under den arabiska tiden - bevarade staden namnet tills det ändrades till Santa Maria do Ocidente på 900-talet. Redan på 1100-talet fick staden det nya namnet Santa Maria Ibn Harun. Ännu senare började staden att kallas Santa Maria de Harune. I och med att staden återerövrades av portugiserna 1249, blev staden känd som Santa Maria de Faaron, och så småningom som Faro.                                                                                                                                                        

## Bilder

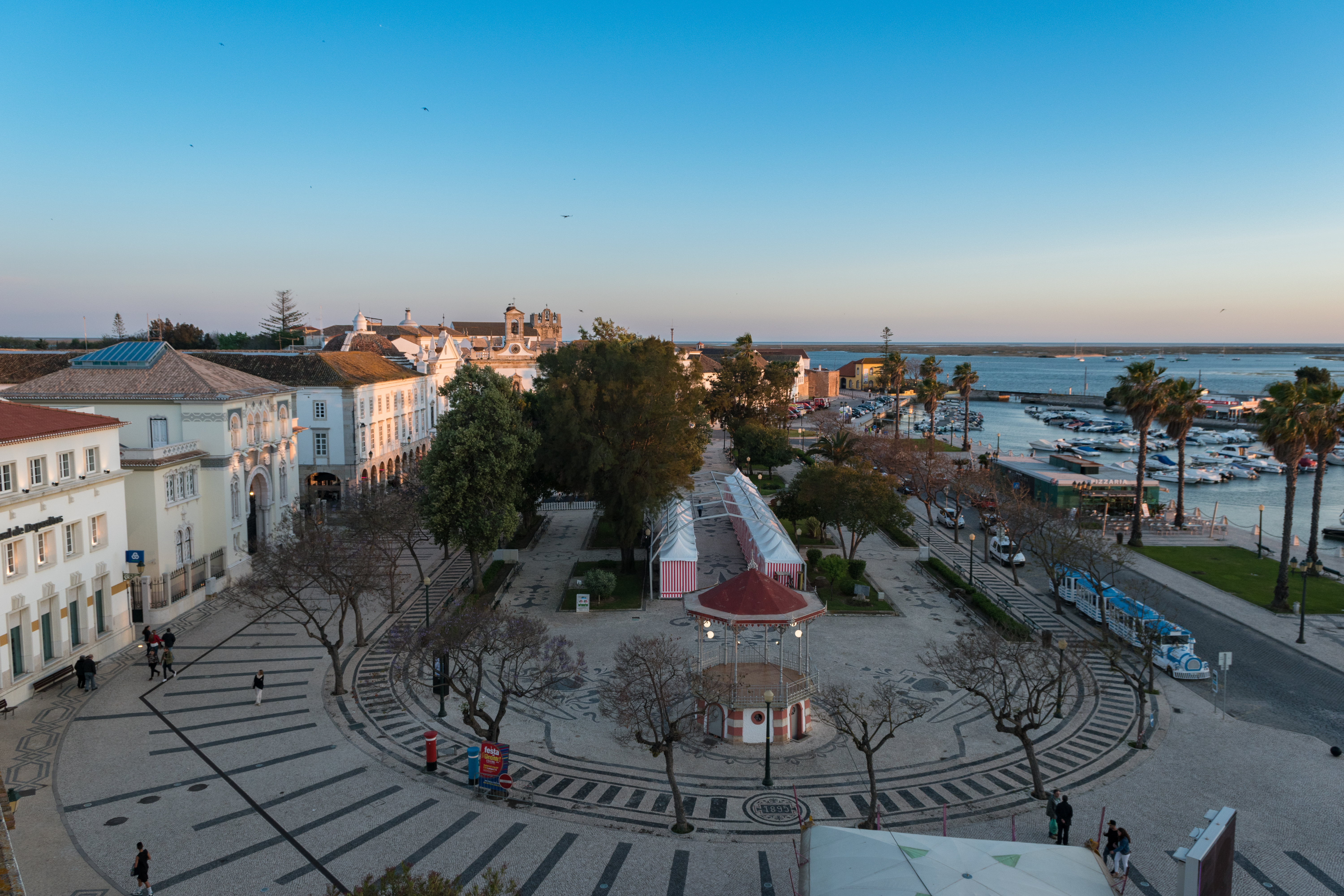
Parken Manuel Bívar, stadens centrum
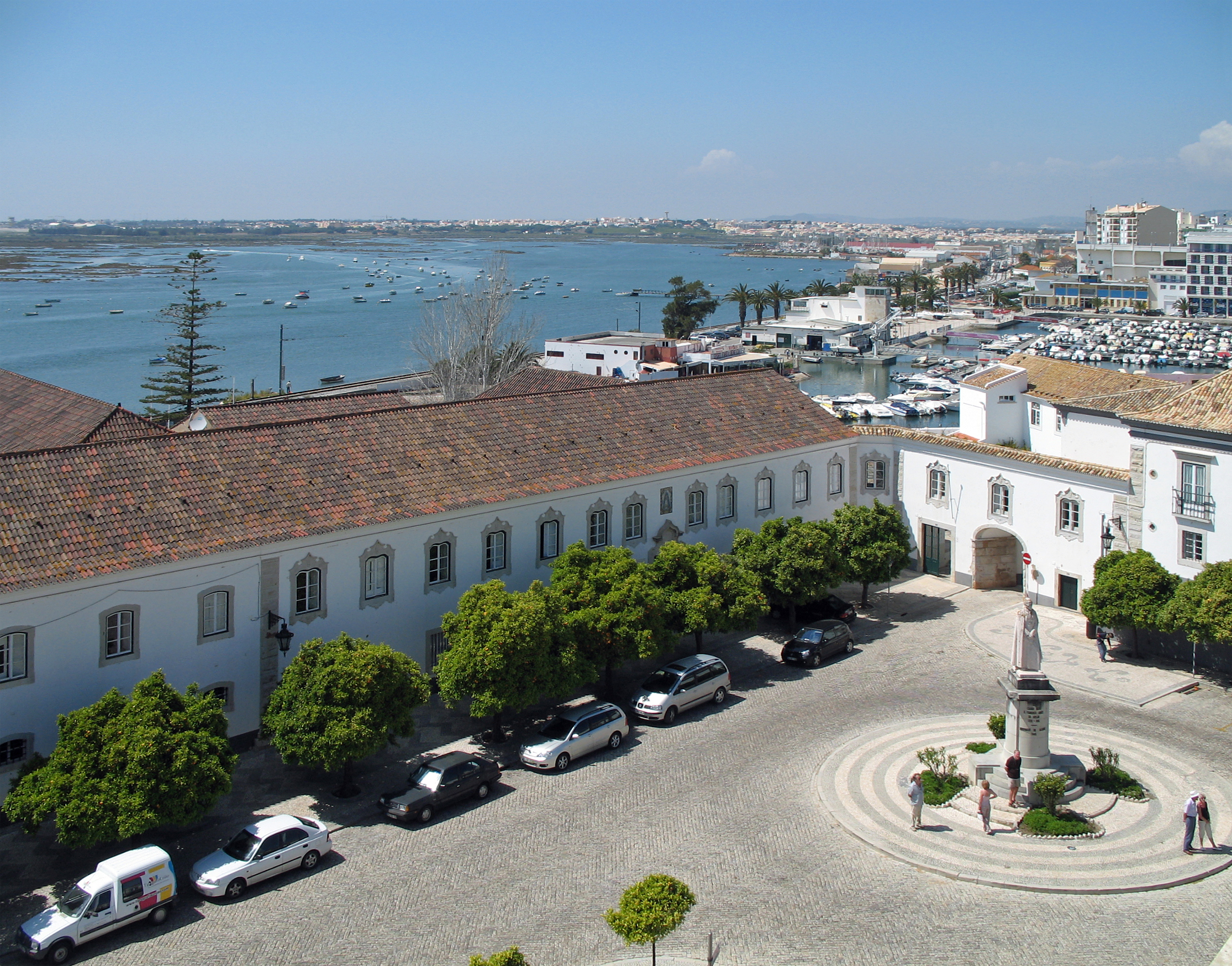
Torget Largo da Sé
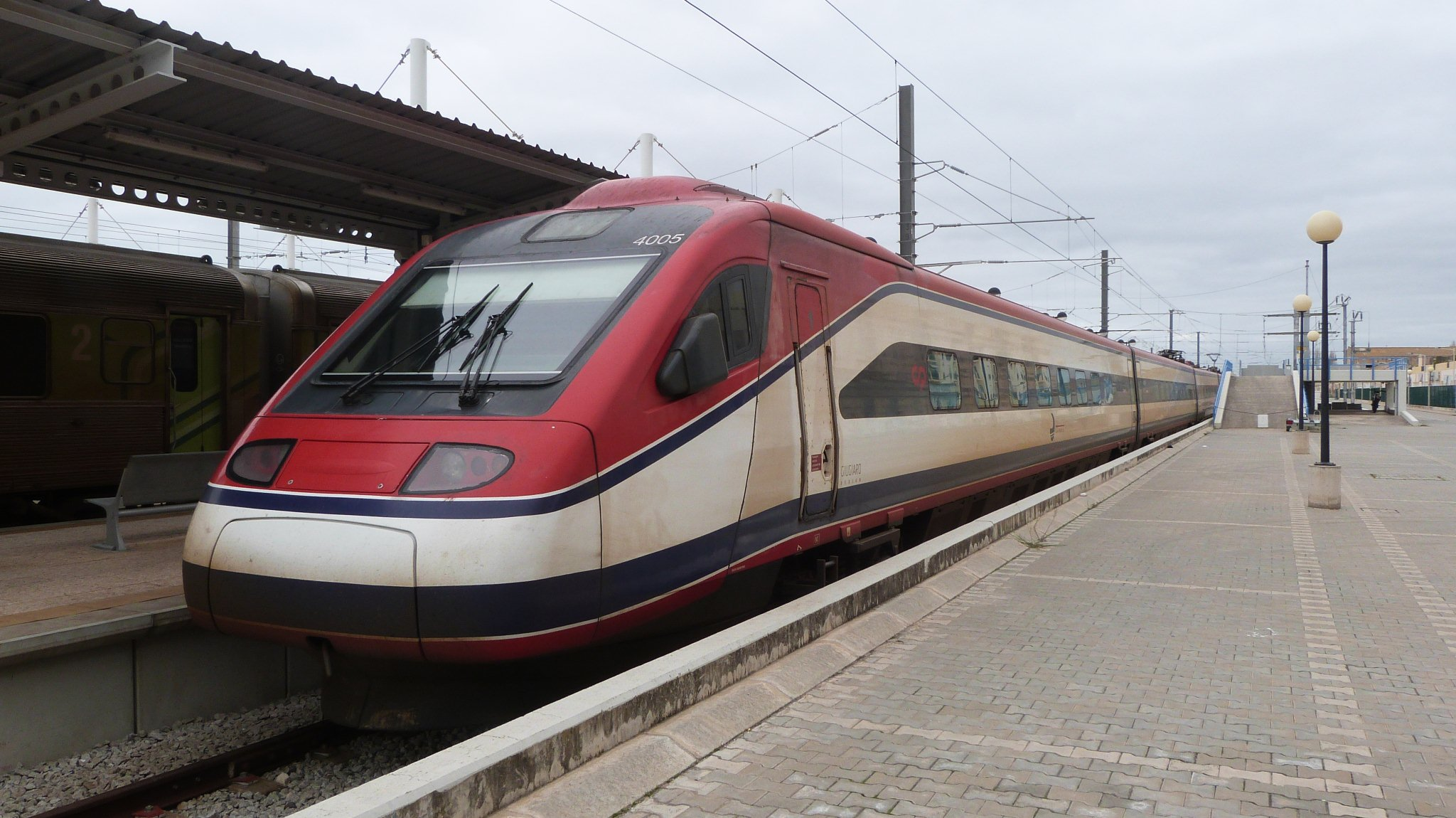
Alfa Pendular-tåg på Faros järnvägsstation
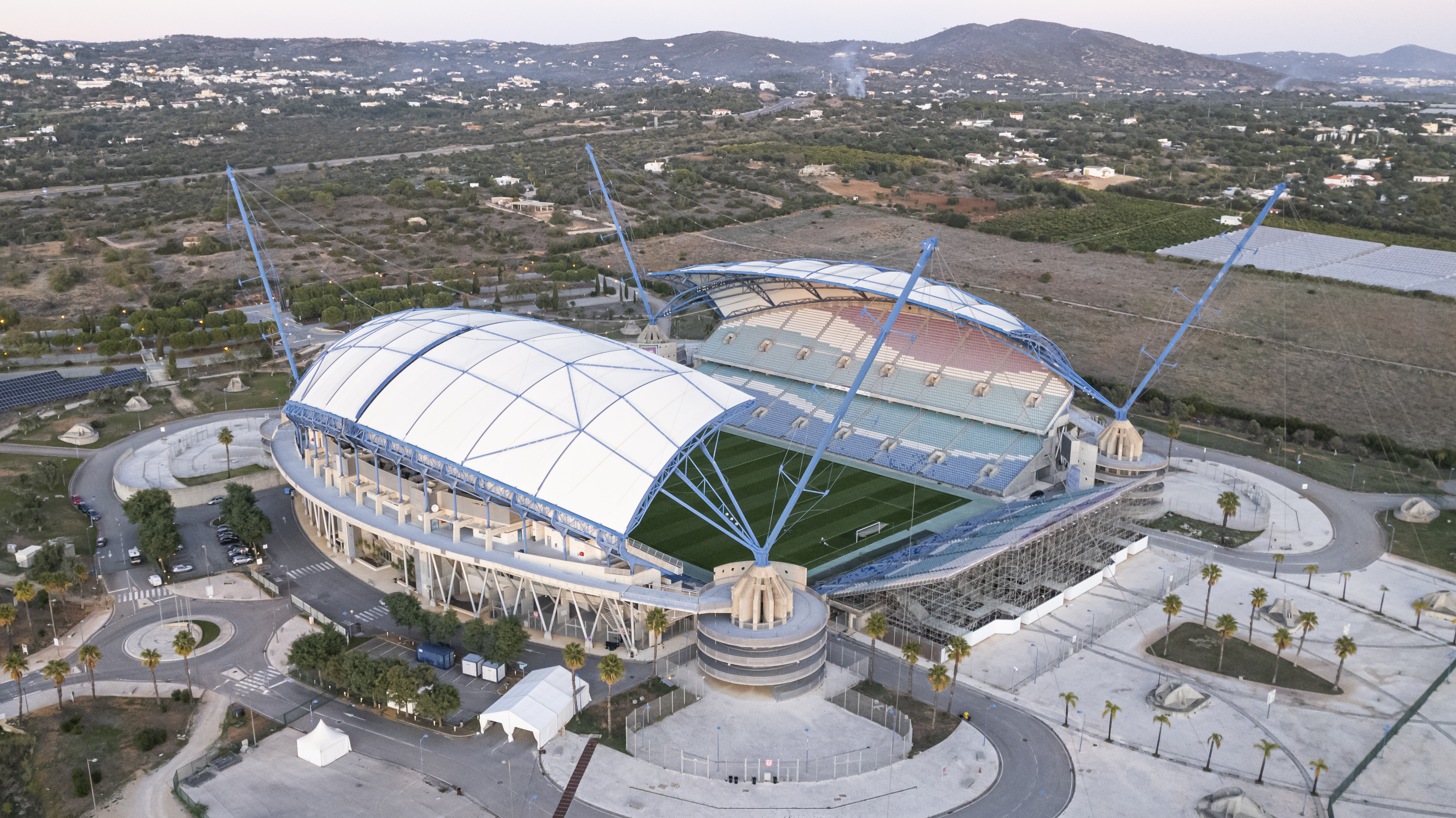
Fotbollsstadium Estádio do Algarve
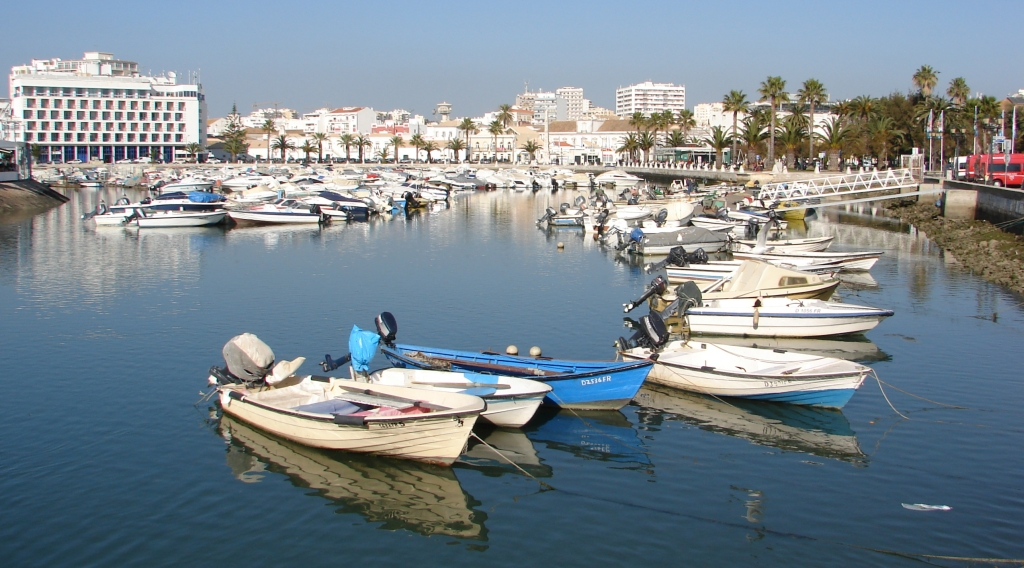
Faros marina
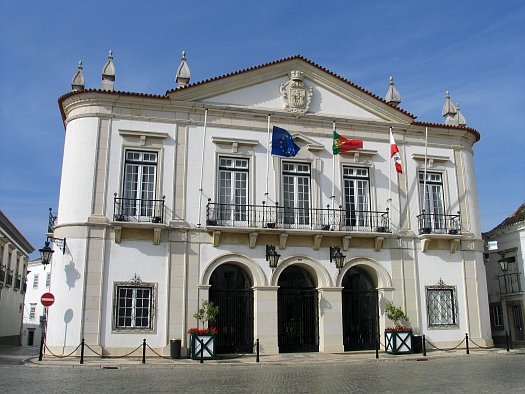
Stadshuset